# Hypamblys auberti
Hypamblys auberti là một loài tò vò trong họ Ichneumonidae.